# Lorenzo Fernández
Lorenzo Fernández (¿Montevidéu?, 20 de maio de 1900 — Montevidéu, 16 de novembro de 1973) foi um futebolista hispano-uruguaio. Era o volante central titular do Uruguai, campeão da primeira Copa do Mundo em 1930. Ganhou também o ouro olímpico em 1928 e diversos títulos nacionais no Peñarol, sendo um dos dois únicos representantes deste clube no time titular uruguaio na final de 1930. É um dos poucos futebolistas Campeões Olímpicos e também da Copa do Mundo.
Fernández também foi o autor do primeiro gol do primeiro clássico Nacional x Peñarol profissional, em 1932. Nascido na Espanha, na região da Galiza, era assim apelidado de El Gallego. Quando o futebol ainda era oficialmente amador, trabalhava como estivador no porto de Montevidéu. De temperamento forte, na seleção era considerado o complemento ideal para o capitão José Nasazzi, com este liderando a defesa e Fernández, o meio-campo. Na pausa para intervalo da final de 1930, na qual os uruguaios perdiam por 2-1, teria dito aos colegas: "se perdermos essa final, mato vocês todos", no que Nasazzi teria completado "El Gallego os mata e eu os enterro". No segundo tempo, a Celeste ganhou por 4-2.

## Carreira

### Clubes
Fernández começou no Capurro, time criado por sua família, ingressando ainda em 1915 no time adulto. Seus músculos e espírito indomável se desenvolveram no trabalho de estivador (adotado também por seus irmãos) no porto de Montevidéu, ofício que para a época exigia maior força física, com muita atividade manual. Ele e sua família viviam nos arredores do porto para estarem de prontidão à necessidade de serviço, ganhando à noite cinco centavos de peso extras por hora.
O Capurro dissolveu-se provisoriamente e em 1918 Fernández atuou pelo primeiro River Plate uruguaio, dissolvido em 1925. Voltou ao Capurro, atuando de 1919 a 1922. Em 1923, ele jogou pelo Montevideo Wanderers, integrando a campanha campeã uruguaia de 1923 dos alvinegros, mas logo voltou ao Capurro.
O Capurro só viria a estrear na elite Uruguaia em 1927, mas Fernández estreou pela seleção uruguaia ainda em 1925.[carece de fontes?]
Em 1927, foi emprestado ao Nacional para uma excursão feita pelos tricolores pelas Américas Central e do Norte, que incluiu vitórias sobre a seleção mexicana (3-1 e 9-0, na qual marcou um gol) e também sobre a seleção espanhola (8-1). Ainda como jogador do Capurro, disputou as Olimpíadas de 1928.
Após as Olimpíadas, Fernández incorporou-se ao rival Peñarol, o clube do coração. Lá formou a partir daquele ano um trio de volantes apelidado de Cortina Metálica, junto de Gildeón Silva e Álvaro Gestido. Junto de Gestido, seria o único aurinegro titular da seleção na final da Copa do Mundo FIFA de 1930, mesmo número de jogadores fornecidos pelo Bella Vista. O Peñarol havia deflagrado um cisma na década de 1920, retirando-se da associação uruguaia reconhecida pela FIFA. O cisma perdurou até 1926, mas jogadores aurinegros ficaram privados da seleção por algum tempo.
O trio com Silva e Gestido se formou ainda em 1928, quando Fernández chegou já sendo titular, como volante central. O time foi campeão, além de empatar em 1-1 com o Barcelona, com Fernández sendo o único dos três presente. Ele também foi o artilheiro. Em 1929, com ele titular, foi obtido o bicampeonato uruguaio e também a Copa do Rio da Prata, em tira-teima com o campeão argentino, derrotando-se por 3-0 o Huracán, onde jogava Guillermo Stábile. Fernández atuou mais ofensivamente, escalado na meia-direita, e marcou dois gols. O trio da Cortina Metálica perdurou até 1932. Dos campeonatos em disputa realizados até lá, o Peñarol só não foi campeão em 1931.
Em 1932, a campanha de novo título uruguaio incluiu vitória do Peñarol no primeiro clássico com o Nacional da era profissional. El Gallego foi o autor do primeiro gol, em vitória por 2-0. O gol veio em forte disparo rasteiro, com Fernández desvencilhando-se da marcação em tabela com Luis Mata. A cinco minutos do fim, a jogada se inverteu, com Mata chutando forte após receber de Fernández, em passe que deixou Mata em boa posição na frente do gol.
O Peñarol também foi finalista em 1933, quando Silva já não fazia parte e com Gestido passando a disputar o posto de volante central com Fernández; Ereb Zunino havia substituído Silva no flanco direito, enquanto o esquerdo era alternado entre Nicolás Riccardi e Galileo Chanes. O rival Nacional terminou campeão. A situação se repetiu em 1934, com a mesma escalação do trio de volantes e título sendo do rival.
Gestido firmou-se na posição de volante central em 1935, ano em que Fernández foi definitivamente afastado do plantel por divergências com os dirigentes. Apesar da polêmica e das dificuldades econômicas, o Peñarol voltou a ser campeão. Já Fernández incorporou-se ao novo River Plate uruguaio, criado em 1932 mediante a fusão do "clube familiar" Capurro com o Olimpia.[carece de fontes?] El Gallego jogou pelo River em excursão da equipe à França, parando de jogar inicialmente ao fim da viagem. Voltou em 1938, para mais duas temporadas, desta vez no Defensor.

## Seleção Uruguaia

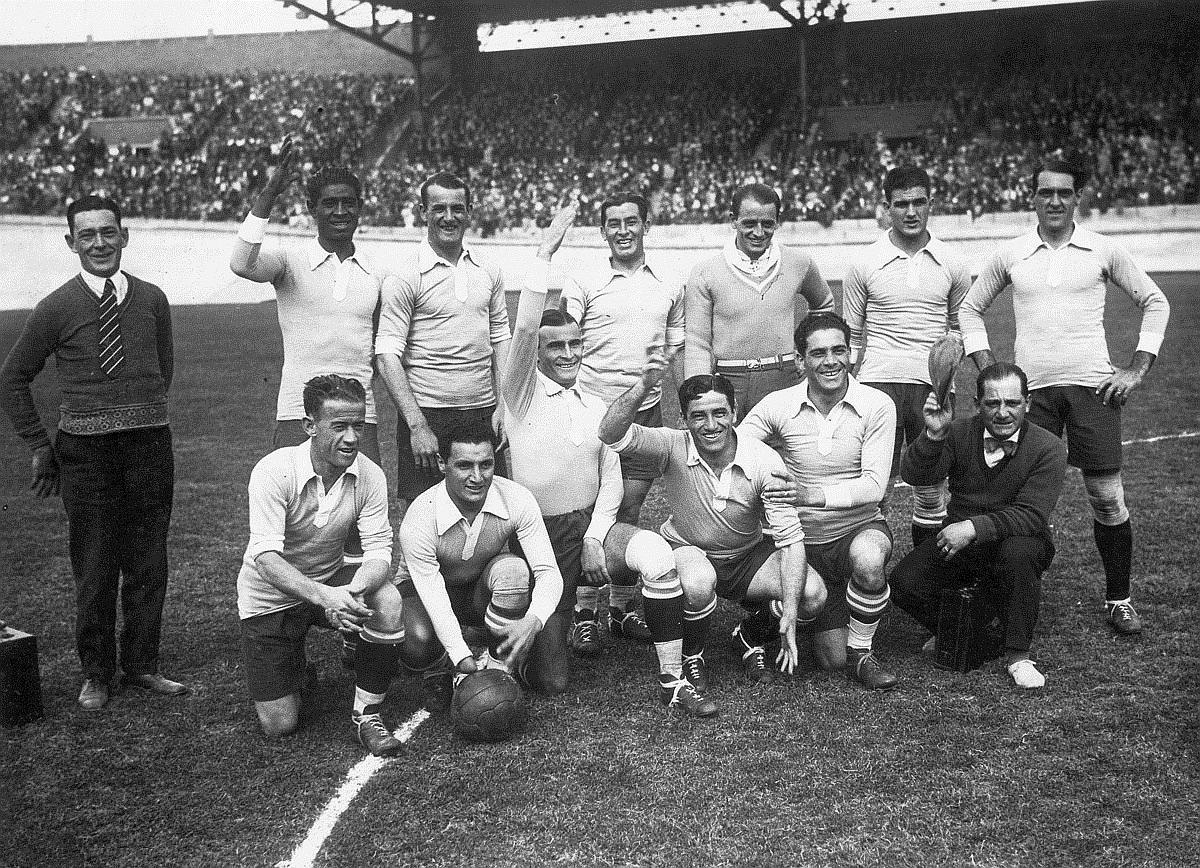
Seleção Uruguaia que foi campeã olímpica de 1928. Fernández é o último em pé, mas não pôde jogar a segunda final - ainda assim, foi personagem atrelado à decisão. A foto é do dia de vitória por 4-1 sobre a Alemanha.

Fernández estreou pela Seleção Uruguaia em 18 de julho de 1925, data de derrota de 1-0 para o Paraguai em Montevidéu pela Copa Bossio.[carece de fontes?] Ainda era jogador do Capurro, clube fundado por sua família, e a estreia veio mesmo com a equipe só vindo a estrear na primeira divisão em 1927.[carece de fontes?]
O Uruguai ausentou-se da Copa América de 1925,[carece de fontes?] voltando a participar do torneio na edição de 1926, da qual Fernández atuou apenas na vitória de 2-0 sobre o Chile. O país foi campeão. Já na edição de 1927, o Uruguai foi vice-campeão, mas com Fernández na titularidade. O vice-campeonato bastou para qualificar a Celeste às Olimpíadas de 1928.[carece de fontes?]
Ainda como jogador do Capurro, Fernández integrou o elenco convocado para as Olimpíadas. Porém, precisou ausentar-se da segunda final contra a Argentina, necessária após empate em 1-1 em um primeiro jogo, ao fim dos 90 minutos e de prorrogação. Essa partida inicial foi marcada por um ríspido duelo à parte entre Fernández e o capitão argentino Luis Monti. Ao fim, Fernández conseguia apenas caminhar e foi descartado para o segundo jogo. Seu lugar foi ocupado por Juan Píriz,[carece de fontes?] mas sua ausência inicialmente não foi crível pelos argentinos, que, imaginando que a notícia seria inverídica e parte de uma trama psicológica em favor dos uruguaios, chegaram a usar espiões para confirma-la. Quando a ausência lhes foi confirmada, os alvicelestes teriam se julgado já campeões.
Um ano depois, Fernández disputou a Copa América de 1929, dessa vez com os uruguaios ficando no vice-campeonato para os argentinos. O volante destacou-se especialmente em vitória por 4-1 no Paraguai, na qual ele marcou os três primeiros gols. Eles foram suficientes para fazer dele o vice-artilheiro da competição.[carece de fontes?]
Em sua passagem pela seleção, El Gallego marcou apenas uma outra vez.[carece de fontes?] Naquele mesmo ano, o país bicampeão olímpico foi escolhido por aclamação para sediar no ano seguinte a primeira Copa do Mundo FIFA.
Na competição, Fernández foi considerado o jogador uruguaio que mais a levou a sério, o que inspirou diversas brincadeiras dos próprios colegas na concentração. Foram tantas que em dado momento El Gallego, estafado, chegou a arrumar as malas para ir embora, sendo demovido da ideia da feita em que foi rodeado pelos companheiros. Desistiu de sair, o que não o impediu em protestar contra as gozações. Na pausa para intervalo da final, na qual os uruguaios perdiam por 2-1, teria dito aos colegas: "se perdermos essa final, mato vocês todos", no que o capitão José Nasazzi teria completado "El Gallego os mata e eu os enterro". No segundo tempo, a Celeste ganhou por 4-2.
Fernández era considerado exatamente o complemento ideal para Nasazzi, que liderava a defesa enquanto Fernández liderava o meio-campo. Ficou famosa outra interação entre eles, em outra final contra os argentinos, na Copa América de 1935. Foi a primeira edição da Copa América realizada desde 1929,[carece de fontes?] marcando também o primeiro reencontro entre os principais jogadores de Argentina e Uruguai desde o rompimento de relações ocorrido em função da final da Copa de 1930. No jogo final entre ambos em 1935, Fernández estaria dolorido estirado no gramado, no que Nasazzi aproximou-se e lhe interpelou: "o que vão dizer em Montevidéu quando souberem que El Gallego foi um covarde?". Fernández então logo se levantou para seguir jogando.
Os uruguaios não tiveram um bom início de campeonato, ao contrário dos rivais, que, porém, acabaram perdendo por 3-0 no jogo final. Foi esse episódio que originou a mística expressão da "garra charrua" para referir-se a momentos de superação do futebol uruguaio. Curiosamente, a cor celeste naquela ocasião havia dado lugar à camisa vermelha, acompanhada de calções brancos, combinação que viraria um tradicional uniforme reserva da seleção. O resultado descontrolou o oponente Herminio Masantonio, artilheiro da competição, que trocou socos com diversos uruguaios, especialmente Fernández. Ambos viriam a se reconciliar, com Fernández viajando em 1953 para visitar-lhe no leito de morte de Masantonio, que contraíra tuberculose, pedindo-lhe "você, que não afrouxou nunca, não me vá afrouxar agora!".
Aquela final de 1935 foi travada em 27 de janeiro daquele ano, no que foi a despedida de Fernández da seleção. Foram ao todo 31 partidas e quatro gols marcados.[carece de fontes?] No ano anterior, a Celeste havia se recusado a participar da Copa do Mundo FIFA de 1934, na Itália, em retaliação pela larga ausência das seleções europeias na edição de 1930. Até hoje foi a única vez em que o campeão do torneio anterior não defendeu o título.

## Títulos
- Campeonato Uruguaio: 1923, 1928, 1929, 1931, 1932 e 1933[5][4][18]
- Copa América: 1926 e 1935 [5]
- Futebol nos Jogos Olímpicos:  1928 [5]
- Copa do Mundo FIFA: 1930 [5]